# Belinda (voornaam)
Belinda is een meisjesnaam.
De naam komt onder meer voor in het Nederlandse en het Engelse taalgebied. De naam is afgeleid van het Germaanse Betlindis. De naamstam -lindis betekent "slang" of "lindehouten schild".

## Bekende naamdraagsters
- Belinda Bell, actrice
- Belinda Carlisle, zangeres
- Belinda Emmett, actrice
- Belinda Meuldijk, actrice en tekstschrijfster

### Fictieve naamdraagsters
- Belinda Broom (Harry Potter)